# Жукова, Зоя Александровна
Зоя Александровна Жукова, в девичестве — Рогачёва (род. 10 марта 1935 года, село Большая Добринка, Эртильский район, Воронежская область) — педагог, преподаватель СПТУ № 38. Герой Социалистического Труда (1978).

## Биография
Родилась в 1936 году в крестьянской семье в селе Большая Добринка Эртильского района Воронежской области. После окончания средней школы № 7 в Эртиле поступила на факультет механизации воронежского сельскохозяйственного института, который окончила в 1958 году. По распределению поехала на целину в Казахскую ССР, где устроилась преподавателем механизации в УМСХ № 38 в селе Михайловка Железинского района Акмолинской области. Проработала в этом учебном заведении двадцать четыре года. Среди её выпускников двое механизаторов стали Героями Социалистического Труда и шестеро были награждены Орденом Ленина. За время своей работы в СПТУ обучила около 5 тысяч механизаторов. В 1978 году за свою педагогическую деятельность была удостоена звания Героя Социалистического Труда. Участвовала во II Всесоюзном съезде учителей.
С 1982 года по 1990 год работала преподавателем в СПТУ в городе Павлодар.

## Награды
- Герой Социалистического Труда — указом Президиума Верховного Совета СССР от 27 июня 1978 года
- Орден Ленина
- Орден Знак Почёта